# Jessica Jaymes
Jessica Jaymes (nacida como Jessica Redding, Anchorage, Alaska; 8 de marzo de 1979-Los Ángeles, California; 17 de septiembre de 2019) fue una actriz pornográfica y modelo erótica estadounidense.

## Biografía
Su padre trabajó como agente encubierto para la DEA (Drug Enforcement Administration) y su madre era de ascendencia checa/francesa. A los diez años se mudó a Arizona. Asistió al New México Military Institute en Roswell antes de su graduación en Rio Salado Community College en Arizona.
Sus aficiones incluían tocar el piano, bailar claque y el dibujo artístico y su sueño de la infancia era convertirse en piloto de aviación, pero a los dieciocho años terminó convirtiéndose en profesora de niños de nueve a doce años. Deseosa de aumentar sus ingresos, mientras trabajaba como profesora durante el día comenzó a trabajar como stripper por la noche, lo que la llevó a conocer a un hombre que trabajaba para la revista porno Playtime con el que acabaría saliendo y lo que la llevó a comenzar a rodar películas porno en 2002, en un principio, exclusivamente escenas lésbicas.
En 2004 en todas las noticias de Estados Unidos comenzó a hablarse de Jessica Jaymes y el escándalo de Nick Lachey, afirmando que supuestamente el cantante había engañado a su famosísima esposa, la cantante Jessica Simpson, con Jessica Jaymes. Después de que esta noticia se propagara por todos los medios de Estados Unidos, la fama y popularidad de Jessica Jaymes aumentaron espectacularmente.
En 2004 firmó un contrato exclusivo con la revista y productora Hustler, convirtiéndose así en la primera chica en firmar un contrato exclusivo con la compañía y además se convirtió en Hustler Honey del año. Durante su contrato con Hustler Jessica comenzó a rodar escenas heterosexuales. A principios de 2006 finalizó su contrato con la compañía y posteriormente continuó rodando porno sin estar bajo contrato exclusivo. Además ha trabajado para Playboy TV en varias ocasiones, entre ellas como presentadora del programa Night Calls.
Fue encontrada muerta en su domicilio de Los Ángeles (California) el martes 17 de septiembre de 2019. La actriz estaba inconsciente cuando una amiga la encontró en su casa. Jaymes, con antecedentes por convulsiones, estaba en parada cardíaca cuando llegaron los servicios de emergencias. Fue declarada fallecida en su mismo domicilio.

## Premios
- 2004: Hustler Honey del año para la revista Hustler.